# Список томів ранобе «Сталевий алхімік»

Обкладинка першого тому ранобе «Сталевий алхімік»

Серія ранобе «Сталевий алхімік» заснована на однойменній манзі авторства Аракави Хірому. Оригінальна манґа «Сталевий алхімік» виходила у щомісячному журналі Square Enix Monthly Shonen Gangan з серпня 2001 по червень 2010. Square Enix видали серію з шести ранобе, що були засновані на сюжеті манґи. Автором став Іноуе Макото, а Аракава Хірому створила ілюстрації до видань. Новели продовжують розповідати про пригоди братів Елріків і їхні пошуки філосовського каменю. Події першого ранобе Fullmetal Alchemist: The Land of Sand були екранізовані у 11-ому та 12-ому епізодах першої аніме-адаптації.
Перше ранобе було опубліковано у лютому 2003, а останне, шосте, у березні 2007. Square Enix також видали новели за мотивами їхніх трьох ARPG-ігор для PlayStation 2 по всествіту «Сталевого алхіміка»: Fullmetal Alchemist and the Broken Angel, Curse of the Crimson Elixir та The Girl Who Succeeds God. А також ранобе, засноване на двух іграх для Wii: Prince of the Dawn та Daughter of the Dusk. Перше ранобе було написано Іноуе Макото, наступні два — Ейшімою Джюном, а останне — Мачідою Соджі. Ці новели вийшли тільки в ЯПонії і не були перекладені іншими мовами.
Viz Media отримали ліцензію на видання ранобе англійською мовою і випускали їх паралельно з виданням манґи англійською мовою. У Північній Америці перші п'ять ранобе виходили у період з жовтня 2005 по грудень 2007. Шостий том вийшов у жовтні 2021. З грудня 2021 Viz Media запустили перевидання ранобе і також випускають його у цифровому форматі.

## Новелізація манґи
| - Prologue 1. Golden Hair 2. Silver Eyes 3. Crimson Water - Epilogue - The Phantom of Warehouse 13 |

| 1. The Borderlands Train 2. The Odd Terrorists 3. Lively Lodgings 4. The Abduction of Edward 5. Separate Battles |

| 1. The Coronel's Conspiracy 2. Paradise Below 3. Unequivalent Exchange 4. The Truth 5. The Valley of White Petals |

| - Under the Faraway Sky - Roy's Holiday |

| - Prologue 1. The Banned Book 2. Thicker than Blood 3. Meetings and Encounters 4. A Mistaken Wish 5. Keep Moving On - Epilogue |

| 1. A New Beginning 2. The Daily Hustle and Bustle of Rush Valley 3. A Giant Mistake 4. A Chain of Mistakes 5. Listen to Your Heart 6. Hope for the Future - Epilogue - Alphonse's Troubles |

## Новелізація відеоігор
| № | Назва | Дата виходу      | ISBN                   |
| - | --- | ---------------- | ---------------------- |
| 1 | Fullmetal Alchemist and the Broken Angel Tobenai Tenshi (翔べない天使)                                                   | 30 липня 2004    | ISBN 978-4-7575-1247-4 |
| 2 | Fullmetal Alchemist: Curse of the Crimson Elixir Akaki Erikushiru no Akuma (赤きエリクシルの悪魔)                        | 24 грудня 2004   | ISBN 978-4-7575-1345-7 |
| 3 | Fullmetal Alchemist: The Girl who Succeeds God Kami o Tsugu Shōjo (神を継ぐ少女)                                         | 1 листопада 2005 | ISBN 978-4-7575-1570-3 |
| 4 | Fullmetal Alchemist: Prince of the Dawn - Daughter of the Dusk Akatsuki No Ōji - Tasogare no Shōjo (暁の王子-黄昏の少女) | 22 квітня 2010   | ISBN 978-4-7575-2866-6 |